# Chvojínek
Chvojínek je malá vesnice, část města Neveklov v okrese Benešov. Nachází se asi 2,5 km na  severovýchod od Neveklova. V roce 2009 zde bylo evidováno 22 adres.
Chvojínek leží v katastrálním území Neštětice o výměře 6,59 km². Ke Chvojínku patří i bývalá hospoda Roháč na křižovatce směrem k Neštěticím.

## Historie
První písemná zmínka o vesnici pochází z roku 1352.
Za druhé světové války se ves stala součástí vojenského cvičiště Zbraní SS Benešov a její obyvatelé se museli 31. prosince 1943 vystěhovat.

## Pamětihodnosti
- Kostel svatého Václava

## Galerie

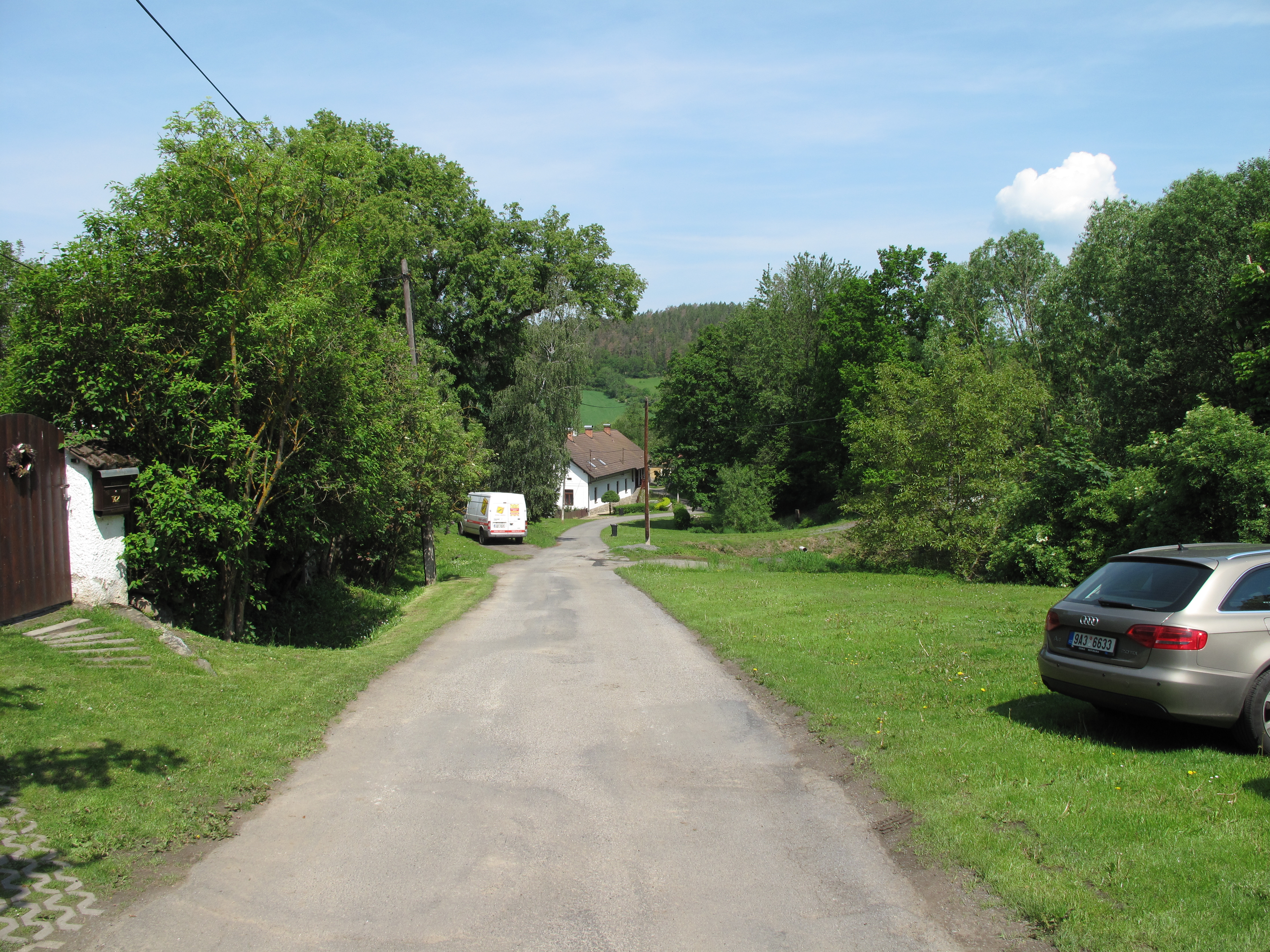
Silnice na návsi
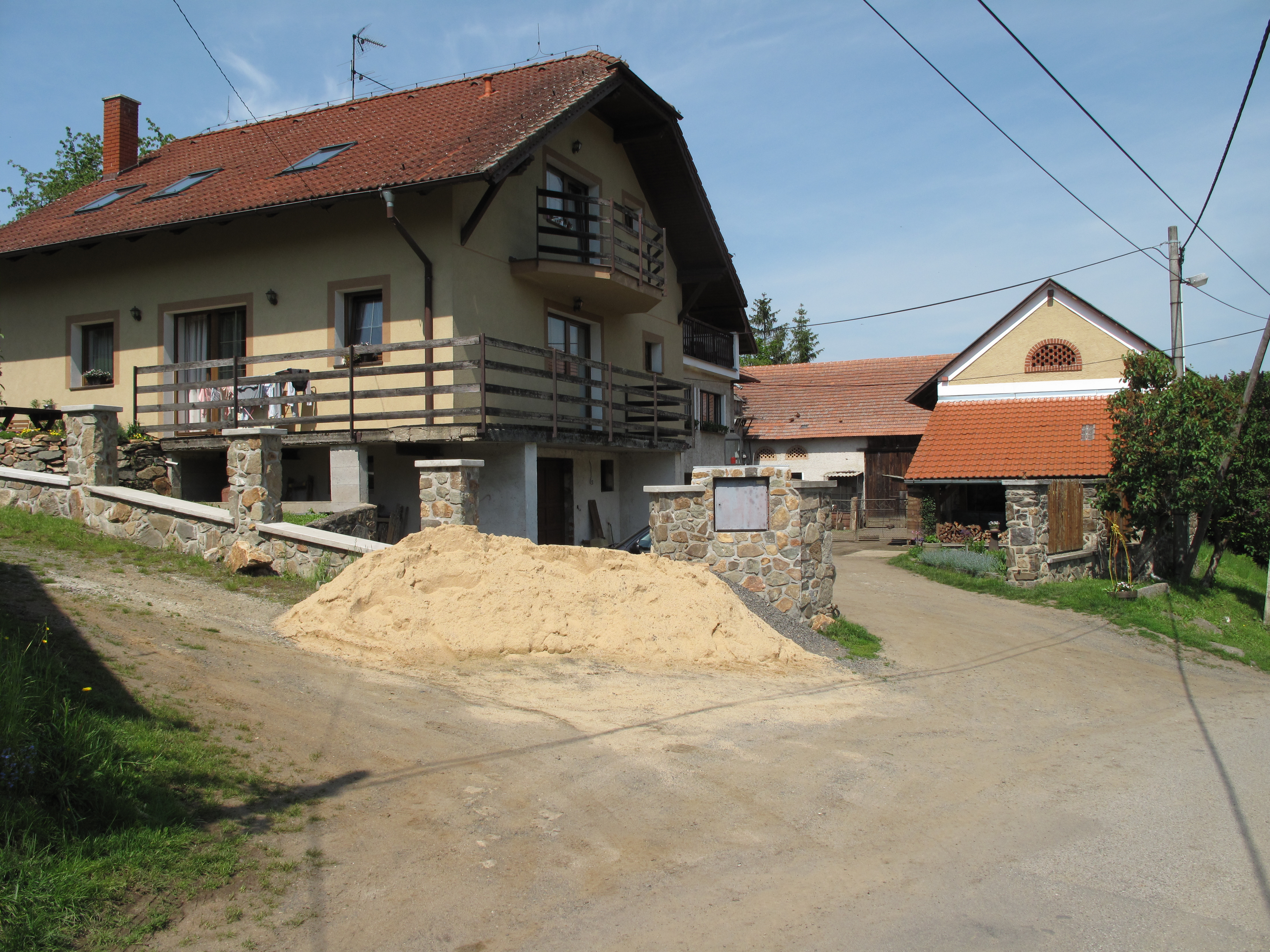
Domy
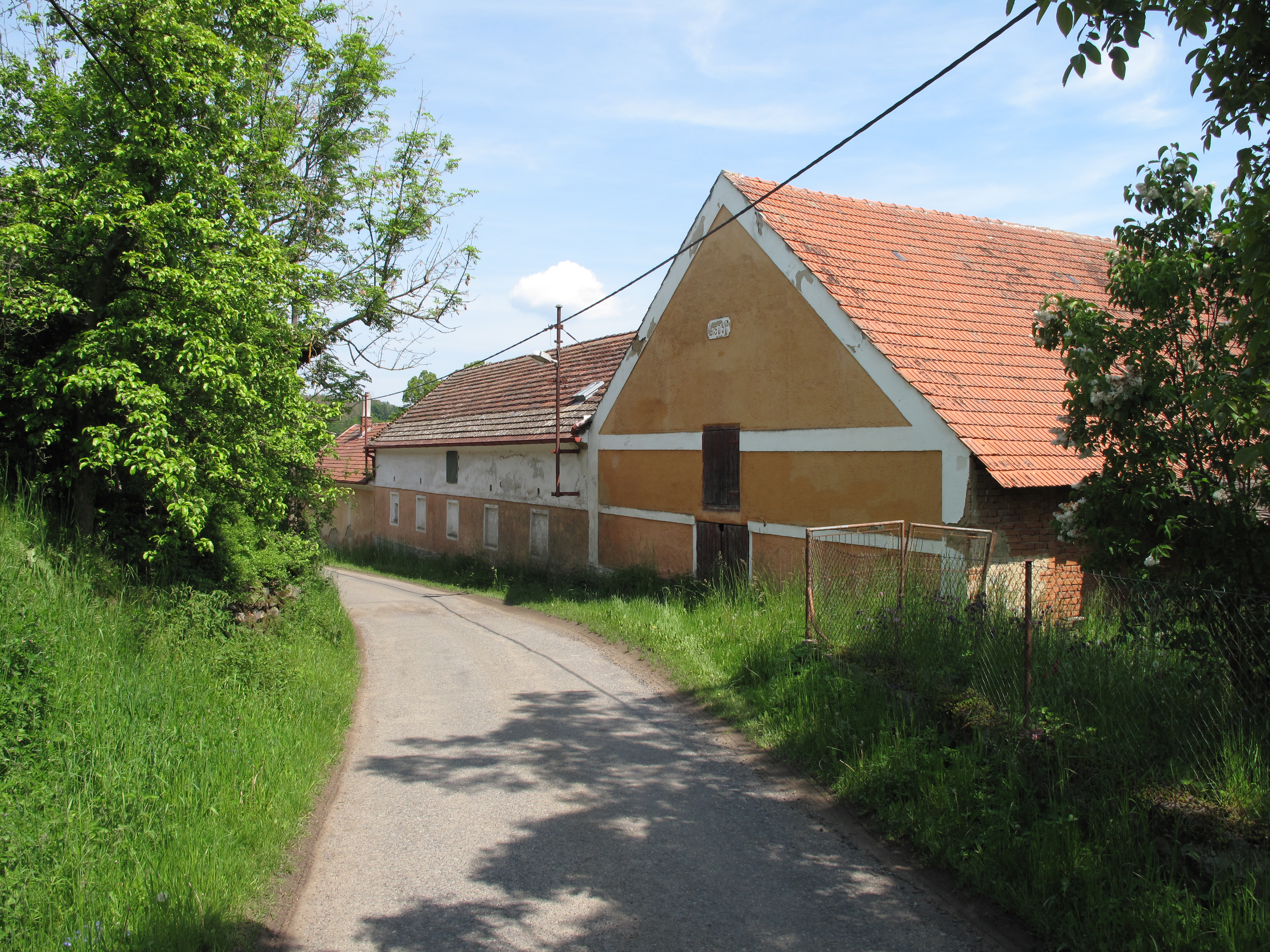
Dům u cesty